# Nacionalno prvenstvo ZDA 1906
Nacionalno prvenstvo ZDA 1906 v tenisu.

## Moški posamično
William Clothier :  Beals Wright  6-3 6-0 6-4

## Ženske posamično
Helen Homans :  Maud Barger-Wallach  6-4, 6-3

## Moške dvojice
Holcombe Ward /  Beals Wright :  Fred Alexander /  Harold Hackett 6–3, 3–6, 6–3, 6–3

## Ženske dvojice
Ann Burdette Coe /  Ethel Bliss Platt :  Helen Homans /  Clover Boldt 6–4, 6–4 

## Mešane dvojice
Sarah Coffin /  Edward Dewhurst :  Margaret Johnson /  J.B. Johnson 6–3, 7–5 